# Vogts Villa
Vogts Villa es el tercer trabajo de Morten Harket lanzado el 25 de noviembre de 1996 en Noruega. Sin embargo, el disco no llegó a Suecia hasta el 30 de julio de 1999.
Al igual que Poetenes Evangelium, Vogts Villa está grabado íntegramente en noruego.
Este álbum es, una vez más, el fruto de la colaboración de Morten con Håvard Rem y Ole Sverre Olsen.
Debido a que sólo salió en Noruega y que el lanzamiento en Suecia fue my tardío, este álbum tiene que conformarse con unas ventas de únicamente 18 000 copias aproximadamente.
Ese año, 1996, Morten emprendía su gira "Vogts Villa Tour"

## Listado de temas
Vogts Villa incluye 9 temas completamente nuevos y la versión en noruego de la canción Lay Me Down Tonight del álbum Wild Seed, que se encarga de cerrar el álbum:
- 1. Tilbake Til Livet (4:10) - Returning To Life
- 2. Jeg Kjenner Ingen Fremtid (5:40) - I know No Future (esta es la traducción literal del título, sin embargo existe una versión en inglés titulada All Of You Concerned).
- 3. Herre I Drømmen (4:15) - Master Of Dreams
- 4. Fremmed Her (4:30) - Stranger Here
- 5. Søndag Morgen (3:18) - Sunday Morning
- 6. Gammel Og Vis (4:18) - Old And Wise
- 7. Taksameteret Går (4:28) - The Taximeter Goes
- 8. Himmelske Danser (4:16) - Celestial Dancer
- 9. Lyser Når Du Drar (3:58) - Shine When You Leave
- 10. Vuggevise (2:39) - Lullaby (versión noruega de Lay Me Down Tonight, del álbum Wild Seed).

## Créditos
- Vocalista: Morten Harket.
- Guitarras y armónica: Geir Sundstoel.
- Bajo: Thomas Tofte.
- Batería: Anders Engen.
- Guitarras adicionales (temas 4 y 8): M. Hedstroem.
- Coros: Håvard Rem.
- Segundo vocalista: Elisabeth Moberg.

- Música de todas los temas: Morten Harket.
- Letra de todos los temas por:Håvard Rem, excepto temas 1, 8 y 9 por Ole Sverre Olsen y tema 3 por Håvard Rem y Ole Sverre Olsen.

- Producido por: Kaare Chr. Vestrheim y Morten Harket.

- Grabado en: Vogts summervilla en Dvergsoya, Kristiansand en Ambience Studio (Oslo)

- Discográfica: Norsk Plateproduksjon / BMG.

- Datos: Q2253228